# 観月麗華
観月 麗華（みづき れいか、1976年8月31日 - ）は、日本の元AV女優。
東京都出身。

## 略歴
1996年、19歳でAVデビュー。
親の仕事の都合でシンガポールに移住しており、中学2年生の時に帰国したのだという。初体験は18歳の時で、デビュー当時の男性経験は3人だったとのこと。魚釣りが好き。料理は特別得意ではない。
1997年発売の「乳と乱」を最後にAVを引退するが、後にSM系作品で復帰する。

## 作品
1996年
- 美乳伝説G（グレイト） イヤラシイ帰国子女（2月29日、アテナ映像）
- 魅せられたビンカンボディ 最強美乳爆発FUCK（3月31日、アテナ映像）
- 淫らなボインナースはイメクラ嬢 制服美乳パラダイス（6月30日、アテナ映像）
- 巨乳で生まれて懺悔しろ!（7月27日、アトラス21）[3]
- 裏・不法侵乳（9月6日、マックス・エー）

1997年
- 大爆乳（笠倉出版社）
- 巨乳女教師痴漢電車（笠倉出版社）
- 犯された巨乳女教師（4月21日、シネマサプライ）
- 巨乳縛り責め 綺羅ルージュ 2（5月13日、アートビデオ）
- 乳と乱（8月1日、アイビック）
- 抜きてえ〜（9月5日、ホットエンターテイメント）他6名出演

1998年
- 巨乳女教師スペシャル 特大ボインで抜いてあげる（6月10日、アリーナ）他出演:白石みえ、中森美菜[3]
- 美乳倶楽部「増刊号」　BUST1000 インディーズ魔界の美乳達 （6月21日、ビッグモーカル）他出演:メイファ、小川翔子、岩崎あぐり、椎名みずき、大沢あみ

2001年
- 女教師痴漢電車ベスト20 2（6月27日、笠倉出版社）他19名出演

2003年
- 巨乳 Queens Deluxe（6月13日、デジタルドリーム）他出演:橘ますみ、姫宮エリカ、美樹原礼香、沢木まゆみ、沢口みき、松坂季実子、樹まり子、山咲あかり、細川しのぶ、琴野まゆ

2007年
- DECADE 観月麗華（7月20日、ピエロ）[3]

2010年
- DECADE EX 27 淫縛編（7月30日、ピエロ）他出演:君島愛
- DECADE EX 32 お宝映像全て見せます 40連発 VOL.2（12月31日、ピエロ）他39名出演